# ۱۹ فوریه
۱۹ فوریه در تقویم گرگوری، پنجاهمین روز سال است. ۳۱۵ روز (در سال‌های کبیسه ۳۱۶روز) تا پایان سال باقی است.

## رویدادها
- ۱۹۴۵ - جنگ جهانی دوم: ۳۰۰۰۰ نظامی آمریکایی به جزیره ایوجیما در مجمع الجزایر ژاپن حمله کردند.
- ۱۹۷۸ - حمله نیروهای وِیژه مصری به فرودگاه بین‌المللی لارنکا در کشور قبرس:این عملیات که با هدف دخالت این نیروها برای خاتمه گروگانگیری چندین تبعه مصری صورت گرفت، با کشته شدن ۱۵ تن از این نیروها و انهدام یک فروند هواپیمای ترابری سی-۱۳۰ مصری توسط نیروهای مسلح قبرس به شکست انجامید.
- ۱۹۸۶ - اولین بخش از ایستگاه فضایی میر در چنین روزی توسط سازمان فضایی اتحاد جماهیر شوروی به فضا پرتاب شد.

## زادروزها
- ۱۸۹۶ - آندره برتون شاعر فرانسوی و از بنیانگذاران مکتب سورئالیسم ادبی متولد شد.
- ۱۹۱۷ - لولا کارسون اسمیت مک‌کولرز، (به انگلیسی: Lula Carson Smith McCullers) نویسندهٔ و نمایش‌نامه‌نویس آمریکایی.
- ۱۹۸۶ - مارتا ویرا داسیوا، (به انگلیسی: Marta Vieira da Silva) فوتبالیست برزیلی.

## درگذشتگان
- ۱۹۴۵ – آرتور فرانک ماتیوس، نقاش و معمار اهل ایالات متحده آمریکا (ز. ۱۸۶۰)
- ۱۹۵۱ – درگذشت آندره ژید (به فرانسوی: André Gide) ‏ (۱۸۶۹ - ۱۹۵۱) نویسندهٔ فرانسوی.
- ۲۰۱۶ - اومبرتو اکو،  نویسنده